# Lüblow
Lüblow är en kommun i det tyska förbundslandet Mecklenburg-Vorpommern.
Kommunen ingår i kommunalförbundet Amt Ludwigslust-Land tillsammans med kommunerna Alt Krenzlin, Bresegard bei Eldena, Göhlen, Groß Laasch, Lübesse, Rastow, Sülstorf, Uelitz, Warlow och Wöbbelin.

## Geografi
Kommunen ligger 8 kilometer norr om Ludwigslust i distriktet Ludwigslust-Parchim. Söder om ortsdelen Neu-Lüblow upprinner ån Rögnitz.
Kommunen består av ortsdelarna Lüblow och Neu-Lüblow.

## Befolkningsutveckling
Befolkningsutveckling  i Lüblow
Källa: